# Орлова, Ольга Александровна
Княгиня О́льга Алекса́ндровна Орло́ва (урождённая Жеребцова; 26 декабря 1806, Санкт-Петербург, Российская империя — 25 августа [6 сентября] 1880 года, Фонтенбло, Франция) — фрейлина двора, статс-дама, кавалерственная дама российских и иностранных орденов. Супруга видного николаевского вельможи князя А. Ф. Орлова; хозяйка и устроительница готического дворца в Стрельне. Была известна своим увлечением нумизматикой.

## Биография
Единственный ребёнок в семье действительного камергера и видного масона Александра Александровича Жеребцова (1781—1832) и его супруги Александры Петровны (урождённой княжны Лопухиной; 1788—1852) — младшей сестры фаворитки Павла I. В девичестве — полная тёзка своей бабушки, знаменитой придворной-авантюристки. Родилась в Петербурге, крещена 10 января 1807 года в Исаакиевском соборе при восприемстве деда А. А. Жеребцова и бабушки Е. Н. Лопухиной.

Получила домашнее воспитание. В детстве и юности много времени проводила с матерью за границей. Они путешествовали по Италии и подолгу жили во Флоренции с братом матери, князем П. П. Лопухиным. В начале 1820-х годов была невестой герцога Монтебелло и носила на браслете портрет жениха. Насчёт их пары в обществе даже придумали каламбур: «Если сын осла женится на дочери жеребца, то представляю вам судить, каков будет плод». Однако их свадьба по неизвестным причинам не состоялась.

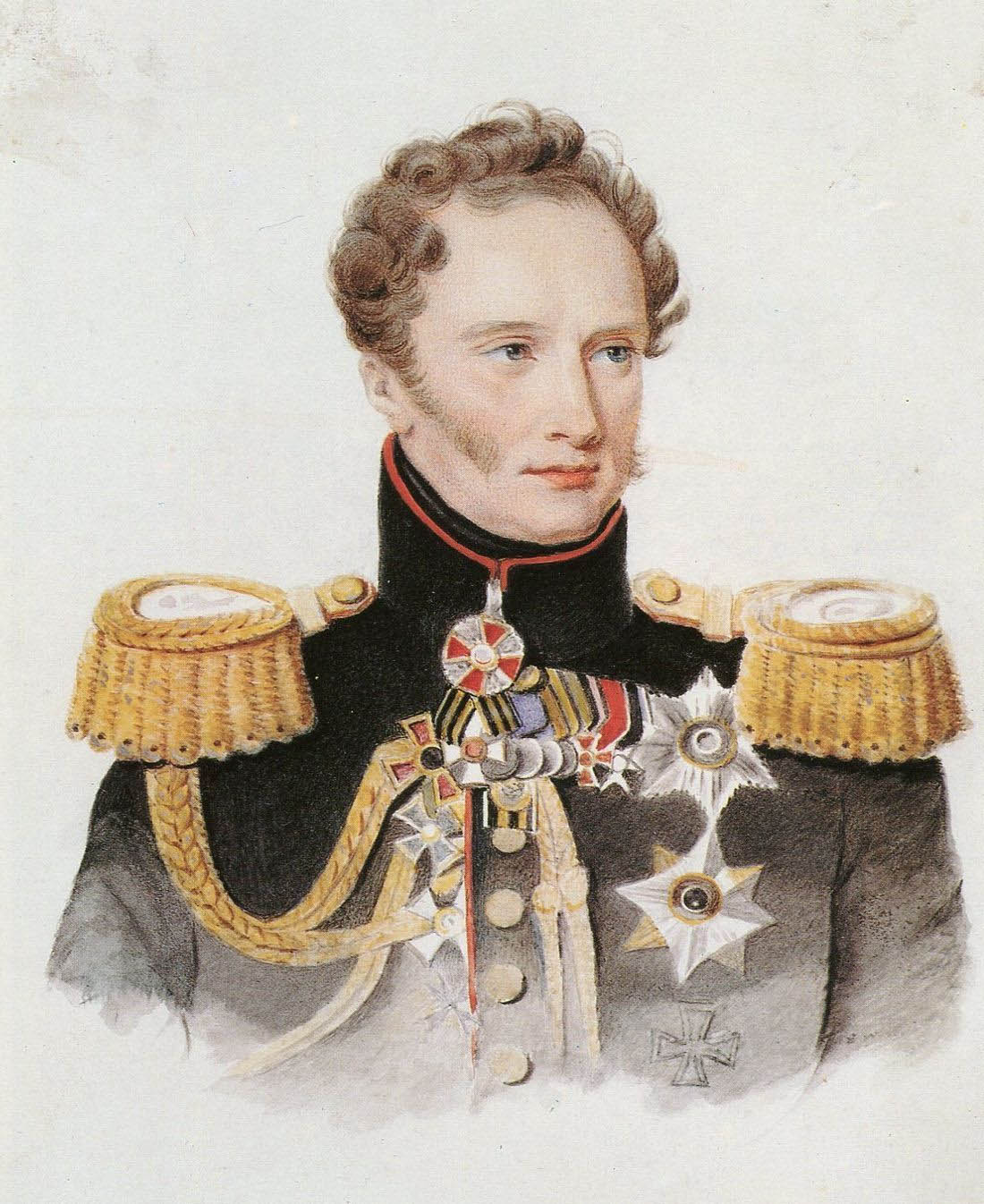
Граф А. Ф. Орлов (1825)

Вышла замуж 14 мая 1826 года за приближённого Николая I, тогда ещё графа, Алексея Фёдоровича Орлова (1786—1861), у которого, по отзыву Ф. Ф. Вигеля, в характере было много «догадливости, смышлености и сметливости, он имел лицо Амура и стан Аполлона Бельведерского», и до старости сохранял юношескую живость и привлекательность. Венчание было в Петербурге в Благовещенской церкви Конногвардейского полка в присутствии всего двора. Посаженным отцом жениха был император, а поручителями — В. В. Левашов и князь Н. Я. Голицын; поручителями по невесте были её дед князь П. В. Лопухин и А. Х. Бенкендорф.
После свадьбы Орловы поселились в доме княгини А. П. Голицыной, который прилегал к зданию Главного почтамта. В приданое от отца Ольга Александровна получила родовое имение Жеребцовых в селе Кикино Смоленской губернии, где было около 1000 душ крепостных крестьян, однако в архивах имеется указание на то, что уже в 1830 году имением владел её муж. Вотчину эту получил за многочисленные заслуги в 1757 году от императрицы Елизаветы Петровны ещё её прадед, генерал-поручик А. Г. Жеребцов. На средства нескольких поколений Жеребцовых в Кикино был построен каменный храм во имя Св. Архистратига Михаила, руины которого сохранились до наших дней.
Несмотря на двадцатилетнюю разницу в возрасте супругов, брак их был вполне удачным. Разделяя с мужем его возвышение и почести, летом 1826 года графиня Орлова была удостоена чести сопровождать императрицу Александру Фёдоровну на коронацию в Москву. Через год после свадьбы у них родился первенец Николай (1827—1885), будущий генерал-лейтенант и дипломат. Ещё через год — дочь Анна, которая умерла в следующем 1829 году — больше детей у них не было. В феврале 1830 года была пожалована орденом св. Екатерины меньшего креста.

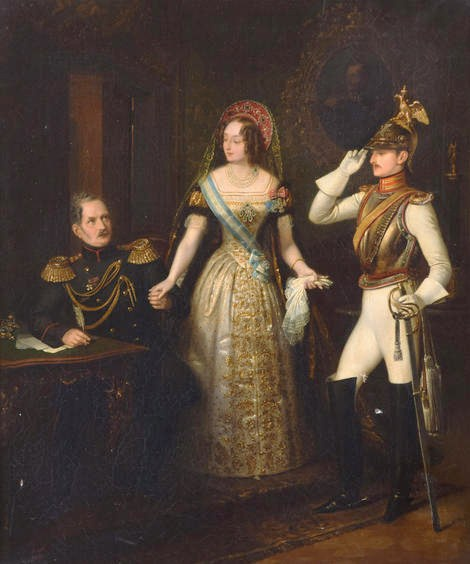
Графиня Ольга Александровна в придворном платье с мужем и сыном на портрете Козрое Дузи (1845)

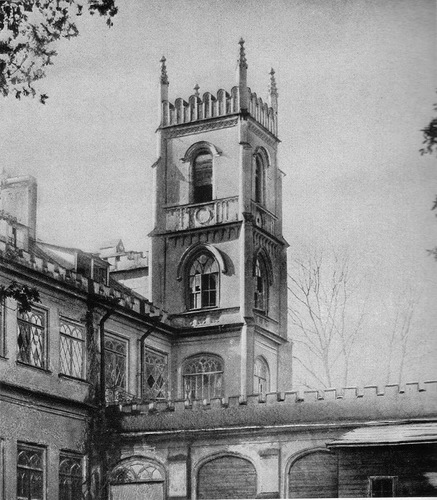
Дача в Стрельне (1912)

В 1832 году скончался её отец, доживавший свои годы в Кикино, отставной генерал-майор. Оставшись богатой вдовой после его смерти, мать вскоре вышла замуж за графа А. А. Ржевуского, моложе себя на 13 лет. Отношения графини Орловой с отчимом, в то время кавалерийским штабс-ротмистром, сложились весьма сердечные — он восторгался своей падчерицей, которой был старше всего на 6 лет, но всегда чувствовал в её присутствии какое-то стеснение. В 1833 году супруги Орловы начали строительство загородного дворца в неоготическом стиле в Стрельне, который им стоил 450 тысяч рублей. Ольга Александровна сама наблюдала за ходом всех работ в доме и, по словам современницы, доказала, что имеет хороший вкус.
В Стрельне она принимала весь двор и избранную часть общества. Однако по воспоминаниям барона М. А. Корфа, в последующие годы, будучи ещё в молодых летах и в самом блестящем положении, Орлова почти оставила свет, чтобы посвятить себя воспитанию единственного сына, и предпочитала вести самую уединенную жизнь. Императорская чета много раз изъявляла желание и даже требовала, чтобы молодой Орлов приезжал играть и беседовать с маленькими великими князьями; но Ольга Александровна на это не соглашалась и говорила, что не считает необходимым делать из своего сына ни лакея, ни шута.
Графиня Орлова покровительствовала итальянскому художнику Козрое Дузи, приехавшему в Петербург в 1840 году. По его словам, она была к нему очень добра, хлопотала о заказах и устраивала протекции. По просьбе своей бабушки, которая дружила с русским писателем и публицистом Александром Ивановичем Герценым, хлопотала об облегчении его участи, когда он подвергся гонениям. Через мужа добилась разрешения для него выехать из России, которую Герцен навсегда покинул в 1847 году. В том же году Ольга Александровна получила придворное звание статс-дамы. В 1856 году вместе с мужем и сыном вступила в княжеское достоинство.
После смерти мужа в 1861 году, княгиня Орлова уехала в Италию, чего якобы требовало её слабое здоровье. Она поселилась во Флоренции, где купила палаццо с большим садом, бывший Скиоцци, на улице Ла Скала, который отделала с современным комфортом и роскошью, даже с мебелью петербургской фабрики Гамбса. По словам княгини Е. Радзивилл, там «в царственной обстановке» княгиня Орлова провела оставшуюся часть своей жизни.
Умерла «от мозгового удара» под Парижем в имении сына Бельфонтен близ Фонтенбло в 1880 году и была похоронена на кладбище Самуас-сюр-Сен.

## Репутация, оценки и взаимоотношения с современниками
Об Ольге Александровне современники составили мнение, как о женщине чрезвычайно умной и острой на слово, из-за чего её весьма не любили в свете, а многие побаивались — одним высказыванием она могла сделать или омрачить репутацию человеку. Благодаря полному доверию со стороны мужа, она была посвящена во многие государственные и придворные тайны. Считается, что Орлова тщательно их оберегала от разглашения, хотя некоторые её публичные высказывания разоблачали княгиню Дарью Христофоровну Ливен как шпионку. Графиня не скрывала своего презрения к этой её тайной деятельности, которую считала грязной работой за деньги. Тем не менее, Император Николай I отличал Ольгу Александровну и высоко ценил за её строгие принципы и преданность царскому дому. По словам современников, императрица Александра Фёдоровна робела перед ней, а великие княжны боялись. Графиня Орлова была героиней многих характерных светских анекдотов, которые, впрочем, все были к её чести. В поздние годы графиня Орлова слыла очень умной и грозной старушкой, которая в своём флорентийском палаццо оказывала дружественные приемы и участие только тем, кого любила.

## Женщина-нумизмат
Княгиню Орлову отличало исключительно редкое увлечение среди своих современниц — русских аристократок — коллекционирование монет. Известный русский нумизмат того времени Г. И. Лисенко (1784—1842) в своих записках так и называет её — «женщина-нумизмат». О серьёзности увлечения говорит то, что в завещании, обнародованном после смерти Лисенко, именно Ольга Александровна была названа первым из трёх претендентов на покупку его бесценного собрания, потеснив при этом самого императора Николая I и графа С. Г. Строганова, тоже страстных коллекционеров. В конце концов, (тогда ещё) граф Орлов от имени супруги объявил, что она отказывается от этой сделки. Судьба собственной нумизматической коллекции Ольги Александровны неизвестна.

## Награды
- 27 февраля 1830 — кавалерственная дама ордена Святой Екатерины (меньшого креста)[24];
- 1839 — награждена баварским орденом Терезы[25].

## Комментарии
1. ↑  Сын маршала Ланна, ставший в 1860 году французским посланником при русском дворе.
2. ↑  «С. Кикино с деревнями Нижнее и Верхнее Болваново, Ермаки, Теренино, Федосово» Юхновского уезда Смоленской губернии (ныне Тёмкинский район Смоленской области).
3. ↑  Унаследовано от князя Н. И. Трубецкого.